# Robert Varga
Robert Varga (nascido em 23 de setembro de 1941) é um ex-ciclista francês que competia no ciclismo de pista. Representou França nos Jogos Olímpicos de Verão de 1964.